# Mission (Kansas)
Pour les articles homonymes, voir Mission.
Mission est une municipalité américaine située dans le comté de Johnson au Kansas. Lors du recensement de 2010, sa population est de 9 323 habitants.

## Géographie
Mission se trouve dans la partie de l'agglomération de Kansas City située dans le Kansas.
Selon le Bureau du recensement des États-Unis, la municipalité s'étend en 2010 sur une superficie de 2,67 milles carrés (6,92 km2).

## Histoire
La région est habitée par les Kaws et les Osages avant l'arrivée des Shawnees dans les années 1820. En 1854, le Kansas-Nebraska Act ouvre le territoire aux colons européens. Mission se retrouve alors sur le chemin de fer entre Independence et Santa Fe.
En 1926, Mission Hill Acres est divisée en lots et mise en vente. Son nom est raccouri en Mission en 1938. Le bourg devient une banlieue de Kansas City (Missouri) et Kansas City (Kansas). En 2003, elle absorbe la municipalité voisine de Countryside (en).
La ville doit son nom à une mission fondée en 1829 par Thomas Johnson pour évangéliser les amérindiens.

## Démographie
La population de Mission est estimée à 9 409 habitants au 1er juillet 2017.
| Groupe            | Mission (2016) | Kansas (2017) | États-Unis (2017) |
| ----------------- | -------------- | ------------- | ----------------- |
| Blancs            | 84,3           | 86,5          | 76,6              |
| Afro-Américains   | 7,4            | 6,2           | 13,4              |
| Métis             | 4,2            | 3,0           | 2,7               |
| Asiatiques        | 3,7            | 3,1           | 5,8               |
| Amérindiens       | 0,2            | 1,2           | 1,3               |
| Océano-Américains | 0,1            | 0,1           | 0,2               |
|                   |                |               |                   |
| Hispaniques       | 7,0            | 11,9          | 18,1              |

Le revenu par habitant était en moyenne de 33 606 dollars par an entre 2012 et 2016, supérieur à la moyenne du Kansas (28 478 dollars) et à la moyenne nationale (29 829 dollars). Sur cette même période, 7,6 % des habitants de Mission vivaient sous le seuil de pauvreté (contre 12,1 % dans l'État et 12,7 % à l'échelle des États-Unis).